# Liste der Historical Markers im Kaufman County
Diese Liste gibt einen Überblick über alle Orte und Objekte im texanischen Kaufman County, an denen von der Texas Historical Commission so genannte Historical Markers errichtet oder angebracht wurden. Mit diesen Gedenkplatten wird an historisch signifikante Orte, Einrichtungen, Gebäude oder Personen erinnert.
Bislang wurden im Kaufman County 84 Historical Marker angebracht.
Hinweis: Die Liste führt alle Historical Markers nach Städten geordnet auf. In Klammern wird das Jahr der Errichtung genannt.

## College Mound
| - Methodist Church, 1844 (1936) |

## Crandall
| - City of Crandall (1971) |

## Forney

William and Blanche Brooks House

| - Walter Dickson Adams and the Adams Drugstore (1989) - 1899 Automobile Trip (1990) - Brooklyn Lodge No. 386, A.F. & A..M. (1988) - William and Blanche Brooks House (1997) - Dixie Overland Highway (U. S. Highway 80) (2005) - First Presbyterian Church of Forney (1986) - Forney (1995) | - Forney High School Building (1995) - Forney Independent School District (1996) - The Forney Messenger (1986) - Hillcrest Cemetery (1982) - William Madison McDonald (2002) - McKellar House (1989) - Dick P. Moore House (1985) |

## Kaufman
| - Colonel Isham Chisum (1971) - Church of Our Merciful Saviour (1967) - Covenant United Presbyterian Church (1971) - First Baptist Church of Kaufman (1973) - First Christian Church of Kaufman (1980) - First United Methodist Church (1969) - Fox Cemetery (1968) - Greenslade Drug Store (1968) | - Huff-Park House (1971) - Kaufman County (1936) - Kaufman County Poor Farm (1997) - Kaufman Pioneer Cemetery (Love Family Cemetery) (1999) - King’s Fort (1970) - Mrs. William P. King (1970) - Morrow Chapel Cemetery (1981) - Captain Israel Spikes (1968) |

## Kemp
| - Baker Cemetery (1996) - Kemp (2002) | - Lone Oak Cemetery (1973) |

## Mabank
| - First Baptist Church of Mabank (1979) - First Presbyterian Church of Mabank (1990) | - Mabank (1979) - Roddy Lodge No. 734, A.F. & A.M. (1993) |

## Prairieville
| - Capt. Edward Thomas Broughton and the Johnson Guards (1995) - Prairieville (1971) |

## Pyle Prairie Cemetery
| - Pyle Prairie Cemetery (1989) |

## Rosser
| - Rosser Depot of the Texas Midland Railroad (1982) |

## Scurry
| - Cottonwood Baptist Church (1980) - Cottonwood Cemetery (1970) | - Kaufman Lodge No. 726, A.F. & A.M. (2000) - Mount Olive Missionary Baptist Church (1980) |

## Terrell
| - Ables Springs (1985) - Walter P. and Meck Allen House (2004) - The American National Bank of Terrell (1976) - Bethlehem Baptist Church (1989) - William Henry Burnett (1982) - Carnegie Library Building (1969) - Cartwright House (1968) - Church of the Good Shepherd (1967) - Homesite of Gov. Oscar Branch Colquitt (1969) - John H. Corley Home (1968) - Dry Creek Cemetery (1980) - First Baptist Church of Terrell (1975) - First Christian Church of Terrell (1976) - First Presbyterian Church of Terrell (1988) - First United Methodist Church of Terrell (1977) - Dr. L. E. Griffith Home (1962) - W. E. Henderson Home (1970) - Lawrence Cemetery (1991) - Oakland Memorial Park (1983) | - The Old Graveyard (Pioneer Cemetery) (1996) - Poetry Baptist Church (1974) - Poetry Methodist Church (1978) - Porter Farms (1970) - Public Education in Terrell (1985) - Frank Reaugh (1971) - Rockwall and Brin Church of Christ (1976) - Rose Hill Cemetery (1976) - Saint John Catholic Church (1972) - Terrell Elementary School (1996) - Robert A. Terrell (1994) - Robert A. Terrell Home (1962) - Terrell State Hospital (1968) - Terrell State Hospital Cemetery (1985) - Texas Midland Railroad (1982) - Texas & Pacific Railroad Freight Depot (1996) - R. L. Warren House (1973) - White Hall School (1990) |